# Pont del Saldes
Pont del Saldes és un pont de Guardiola de Berguedà (Berguedà) inclòs a l'Inventari del Patrimoni Arquitectònic de Catalunya.

## Descripció
És un pont força esvelt d'un sol ull, un arc de mig punt lleugerament rebaixat fet amb grans dovelles de pedra poc treballades. La resta del parament és de carreus més petits, sense treballar i amb molt de morter.

## Història
En l'actualitat està desproveït de barana i es troba parcialment cobert de vegetació i en desús. Paral·lelament a aquest i a prop seu hi corre un pont més modern que va absorbir les funcions.